# 戈沙班

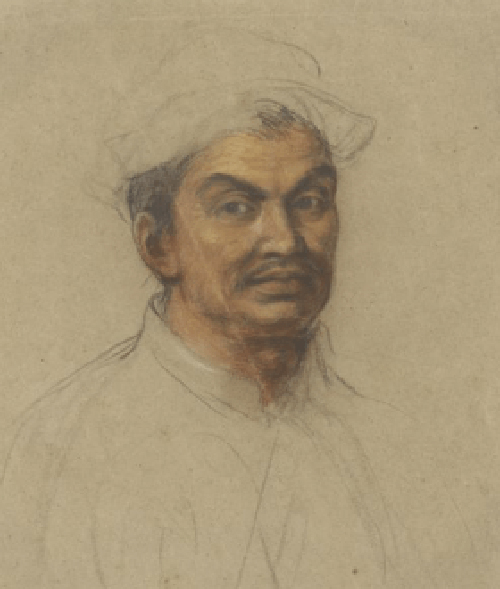
戈沙班肖像画，夏尔·勒布伦绘，1686年。

昭披耶·戈沙铁菩提（1633年—1699年），名班（ปาน），通称戈沙班，是暹罗阿瑜陀耶王朝的一位外交官和大臣。1686年，受到那莱王的指派他率领第二次暹罗访法使团出使法国。:262–263他先于由贝尼涅·瓦谢率领的第一次访法使团到达法国，该使团于1684年1月5日出发。他是埃甲托沙罗国王的一个侄儿，也是扎克里王朝建立者拉玛一世的祖先。他的兄弟昭披耶·戈沙铁菩提 (列)在他之前担任过外交大臣职务。